# Nexos (revista)
Nexos es una revista mexicana sobre política, economía, sociedad, ciencia, arte y cultura. Fue fundada en 1978 por el historiador Enrique Florescano, con la idea de articular espacios de la sociedad, la ciencia y la literatura, en una publicación que pensara y acompañara la vida pública; que hiciera la crítica social y política de México. 
Ha obtenido el Premio Nacional de Periodismo de México en cuatro ocasiones: en 2012 en la categoría Artículo de Fondo/Opinión con el artículo «Cambio climático, hambre y seguridad nacional» escrito por Alfredo Narváez, en 2011 en la categoría Artículo de fondo/Opinión con el artículo «Pobreza y trivialidades» escrito por Gerardo Esquivel; y en 2009 por el artículo «Mi vida con el narco» de David Piñón en la categoría de Crónica y en 1998 en la categoría Divulgación cultural.

## Organización

### Dirección
Desde 2009, Héctor Aguilar Camín es director de la revista. Desde 2019, Luis Miguel Aguilar Camín es subdirector editorial y Kathya Millares, subdirectora.
Han dirigido la revista, Enrique Florescano (1978-1983), Héctor Aguilar Camín (1983-1995; 2009–actualidad), Luis Miguel Aguilar Camín (1995-2004) y José Woldenberg (2004-2009).

### Comité editorial
El comité editorial de la revista está compuesto por:
- José Antonio Aguilar Rivera
- Sabina Berman
- María Amparo Casar
- Jorge G. Castañeda
- Soledad Loaeza
- Denise Maerker
- Ángeles Mastretta
- Héctor de Mauleón
- Rafael Pérez Gay
- Luis Rubio
- Jesús Silva-Herzog Márquez
- Xavier Velasco
- José Woldenberg
- Leo Zuckermann

### Colaboradores
Entre los colaboradores actuales y anteriores se encuentran:
- Adrián Acosta Silva
- Solange Alberro
- Ignacio Almada Bay
- Lourdes Arizpe
- Ricardo Becerra
- Guillermo Fadanelli
- Esteban Iliades
- Arnoldo Kraus
- Luis Javier Plata Rosas
- José Joaquín Blanco
- Francisco Bolívar Zapata
- Arturo Borja Tamayo
- Roberto Bouzas
- Antonio Camou
- Rolando Cordera
- Fernando Escalante Gonzalbo
- Héctor Manuel Falcón
- Guillermo Fadanelli
- Fátima Fernández Christlieb
- Julio Frenk Mora
- Rubem Fonseca
- Adolfo Gilly
- Luis Emilio Giménez Cacho
- Gilberto Guevara Niebla
- Julio Labastida
- Claudio Lomnitz
- Cinna Lomnitz
- Daniel López Acuña
- Casio Luiselli
- Claudio Magris
- Luis Maira
- Adolfo Martínez Palomo
- Víctor Manuel Mendiola
- Mauricio Merino
- Jean Meyer
- Silvia Molina
- Alejandra Moreno Toscano
- Ciro Murayama
- María Novaro
- Roberto Diego Ortega
- Ruy Pérez Tamayo
- Jacqueline Peschard
- Nélida Piñón
- Ricardo Raphael
- Victor Reynoso
- Julián Ríos
- Teresa Rojas Rabiela
- Jorge Javier Romero
- Rüdiger Safranski
- Luis Salazar
- Pedro Salazar
- Guy Scarpeta
- Rafael Segovia
- Carlos Tello
- Carlos Tello Díaz
- Javier Tello Díaz
- Raúl Trejo Delarbre
- Juan Villoro
- José Warman
- Guido Lara López